# Myrmecocystus
Myrmecocystus é um gênero de insetos, pertencente a família Formicidae.